# Кают-компанія

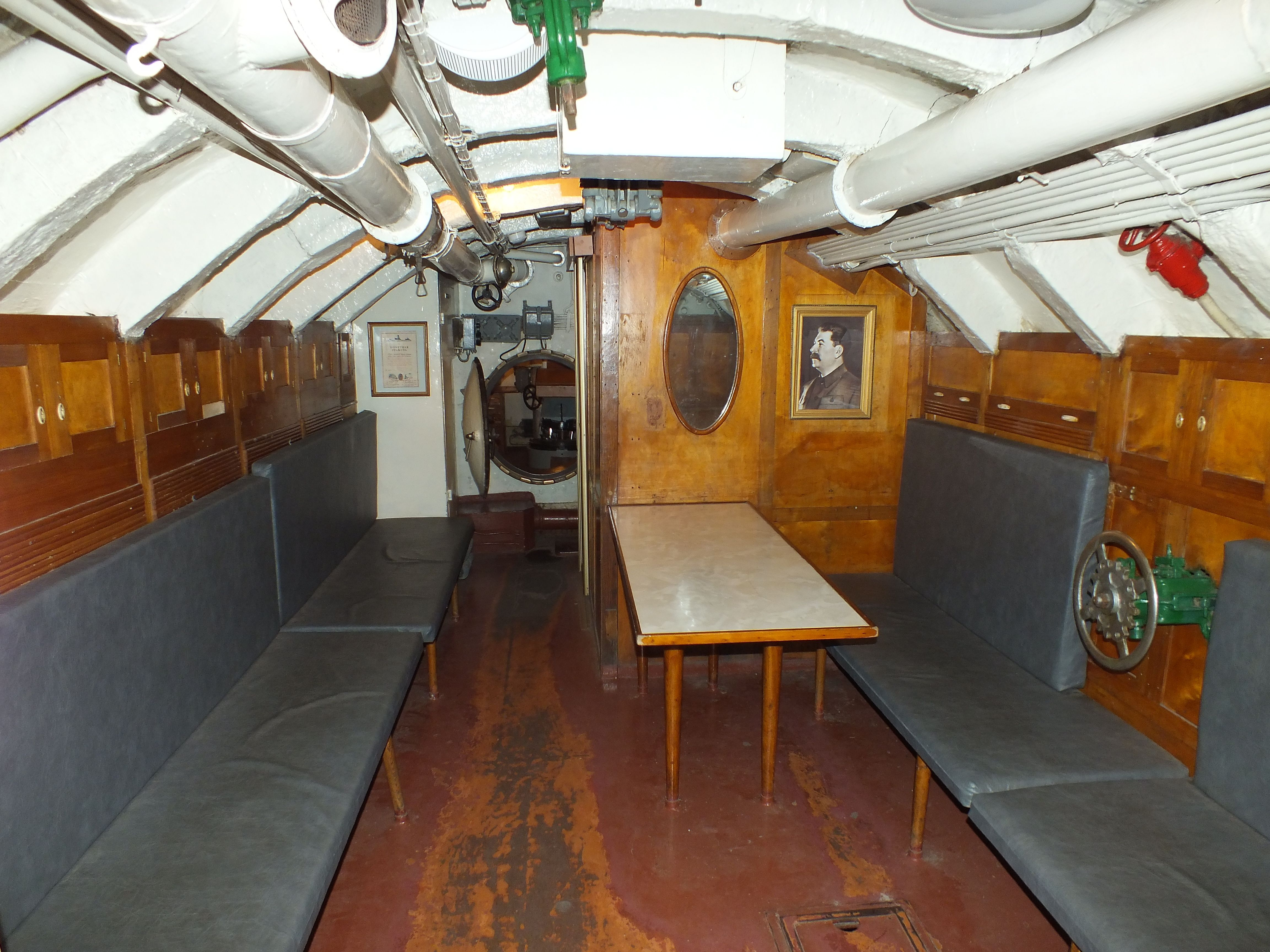
Кают-компанія на підводному човні

Кают-компанія  — приміщення на судні або кораблі, призначене для зборів команди, спільного відпочинку членів екіпажу чи пасажирів, прийому їжі та інших службових цілей.
Термін походить від поєднання слів: «kajuit», що з нідерландської означає «каюта», та «compagnie» — з французької «товариство». Тобто, спільна каюта.
Основною відмінністю від житлової каюти є те, що кают-компанія є своєрідним громадським місцем на судні, а не персональним житловим приміщенням.
Кают-компанії є практично на всіх суднах і кораблях, яким дозволяють її облаштування розміри та наявність відповідного простору. Великі військові кораблі можуть бути обладнані кількома кают-компаніями.